# Habenaria ramayyana
Habenaria ramayyana är en orkidéart som beskrevs av Ram.Chary och Jeffrey James Wood. Habenaria ramayyana ingår i släktet Habenaria och familjen orkidéer. Inga underarter finns listade i Catalogue of Life.